# Broćanac Nikšićki
Broćanac, numit și Broćanac Nikšićki, este un sat din comuna Nikšić, Muntenegru. Conform datelor de la recensământul din 2003, localitatea are 85 de locuitori (la recensământul din 1991 erau 105 locuitori).

## Demografie
În satul Broćanac Nikšićki locuiesc 71 de persoane adulte, iar vârsta medie a populației este de 48,8 de ani (43,6 la bărbați și 54,8 la femei). În localitate sunt 35 de gospodării, iar numărul mediu de membri în gospodărie este de 2,43.
|  |

| Demografie | Demografie | Demografie |
| An         | Locuitori  | Locuitori  |
| ---------- | ---------- | ---------- |
|            |            |            |
|            |            |            |
|            |            |            |
|            |            |            |
| 1948       | 314        |            |
| 1953       | 397        |            |
| 1961       | 390        |            |
| 1971       | 252        |            |
| 1981       | 196        |            |
| 1991       | 105        | 103        |
| 2003       | 90         | 85         |

| \| Componența etnică conform recensământului din 2003[2] \| Componența etnică conform recensământului din 2003[2] \| Componența etnică conform recensământului din 2003[2] \| Componența etnică conform recensământului din 2003[2] \| Componența etnică conform recensământului din 2003[2] \| \| ----------------------------------------------------- \| ----------------------------------------------------- \| ----------------------------------------------------- \| ----------------------------------------------------- \| ----------------------------------------------------- \| \| \| \| \| \| \| \| Muntenegreni \| Muntenegreni \| \| 70 \| 82,35% \| \| Sârbi \| Sârbi \| \| 12 \| 14,11% \| \| necunoscută \| necunoscută \| \| 0 \| 0% \| |              |  |    |        |
| Componența etnică conform recensământului din 2003 |              |  |    |        |
| |              |  |    |        |
| Muntenegreni | Muntenegreni |  | 70 | 82,35% |
| Sârbi | Sârbi        |  | 12 | 14,11% |
| necunoscută | necunoscută  |  | 0  | 0%     |